# 岐阜県立岐阜藍川高等学校
岐阜県立岐阜藍川高等学校（ぎふけんりつぎふあいかわこうとうがっこう）は、かつて岐阜県岐阜市にあった公立の高等学校。

## 概要
- 普通科の中に特別進学クラスとして、蛍雪コースが一クラス設けられていた。
- 校名は長良川の別名の「藍川」に由来する。校地のある芥見地区は、藍川中学校、藍川東中学校、藍川北中学校、藍川小学校と、校名に「藍川」が付く学校が多い。
- 2004年に岐阜県立岐阜三田高等学校と統合し、岐阜県立岐阜城北高等学校の設立により廃校。廃校後は岐阜城北高校の藍川校舎として使用された後、改修され2017年より岐阜県立岐阜清流高等特別支援学校に転用された。

## 沿革
- 1978年（昭和53年）
  - 8月10日 - 起工式。
  - 11月7日 - 校名が岐阜県立岐阜藍川高等学校に決まる。
- 1979年（昭和54年）
  - 3月13日 - 校舎（一期）が完成。
  - 4月1日 - 開校。
  - 4月9日 - 開校式を行う。
  - 11月2日 - 校歌が完成。
- 1980年（昭和55年）3月27日 - 校舎（二期）が完成。
- 1981年（昭和56年）
  - 3月24日 - 校舎（三期）が完成。
  - 10月6日 - 校旗が完成。
- 1982年（昭和57年）
  - 3月9日 - 本館、特別棟が完成。
  - 11月2日 - 付属棟が完成。
- 1983年（昭和58年）1月26日 - 格技場が完成。
- 2004年（平成16年）3月 - 岐阜県立岐阜三田高等学校と統合し、岐阜県立岐阜城北高等学校の設立により廃校。岐阜城北高等学校藍川校舎となる。
- 2006年（平成18年） - 岐阜城北高等学校藍川校舎を廃止。